# Каддамахі
Каддамахі (рос. Каддамахи) — село Акушинського району, Дагестану Росії. Входить до складу муніципального утворення Сільрада Кассагумахинська.
Населення — 94 (2010).

## Населення
За даними перепису населення 2002 року в селі мешкала 71 особа. В тому числі 32 (45,07 %) чоловіка та 39 (54,93 %) жінок.
Переважна більшість мешканців — даргинці (100 % від усіх мешканців). У селі переважає сирхінсько-тантинська мова.